# آرثر بيرنانديس
آرثر بيرنانديس ريباس دا سيلفا فيلهو (بالبرتغالية:Arthur Bernardes Ribas da Silva Filho) ولد في 15 مايو 1955. هو مدرب كرة قدم برازيلي، درب فريق جيجو يونايتد في كوريا الجنوبية، وانتقل إلى نادي الاتحاد الحلبي في سوريا مطلع العام ٢٠٢١.

## التاريخ التدريبي
- مادوريرا (1988)
- أميركا مينيرو (1989)
- أتليتيكو مينيرو (1990)
- سبورت ريسيف (1991)
- أميركا إس بي (1991)
- فلومينينسي (1992)
- غوياس (1992)
- ماريليا (1993)
- باهيا (1994)
- اتحاد دا ماديرا (1994-1995)
- فلامينغو (1995)
- نادي الرياض (1996)
- نادي الوصل (1996-1998)
- نادي دبي (1999)
- أليانزا ليما (2000)
- نادي الشباب (2001-2002)
- بوتافوغو (2002)
- نادي دبي (2003)
- نادي الوصل (2003-2004)
- بترو أتلتيكو لواندا (2005)
- ماريليا (2006)
- أتليتيكو يوفنتوس (2007)
- جيجو يونايتد (2008- 2020)
- الاتحاد الحلبي  (2020-الآن)